# 홍나영
홍나영(1991년 9월 14일~)은 대한민국의 개그우먼이며 2011년 KBS 공채 26기 개그맨으로 데뷔했다. 대표작으로는 KBS 《개그콘서트》의 〈사마귀 유치원〉과〈멘붕스쿨〉, 〈남자가 필요없는 이유〉 등이 있다.

## 연기 활동

### 방송
- KBS《개그콘서트》
  - 〈슈퍼스타KBS〉
  - 〈사마귀 유치원〉19세 나영이 역
  - 〈뷰티스쿨〉
  - 〈호랭이언니들〉
  - 〈체포왕〉
  - 〈불편한 진실〉
  - 〈멘붕스쿨〉아이큐가 뛰어난 17살 영재 어린이 역
  - 〈핑크 레이디〉
  - 〈희극 여배우들〉
  - 〈남자가 필요없는 이유〉박소라의 여동생 역
  - 〈시청률의 제왕〉
  - 〈엔젤스〉
  - 〈군대 온 걸〉
  - 〈선배, 선배!〉
  - 〈10년 후〉
  - 〈가장자리〉
  - 〈라스트 헬스보이〉
  - 〈민상토론〉

### 드라마
- 웹드라마 《신입사원 홍나영》

## 유행어
- 장군이는 바보래요~ 바보래요~(체포왕)
- 엄마가 ~을(를) 안 사줘요, 엄마 미워!(멘붕스쿨)
- 침 뱉을거야! 토할거야!(멘붕스쿨)
- 손 안 씻을거야! 이 안 닦고 잘 거야!(멘붕스쿨)
- 언니, 나도 남자친구 좀 소개시켜줘라.(남자가 필요없는 이유)
- 언니, 나 그냥 혼자 살래~! 및 그냥 나 혼자 살래~!(남자가 필요없는 이유)
- 북으로 보내 주십시오.(군대 온 걸)